# Vasili Karasiov
Vasili Nikoláievich Karasiov, en ruso: Василий Николаевич Карасёв (nacido el 14 de abril de 1971 en San Petersburgo, Rusia) es un exjugador de baloncesto profesional ruso que jugaba en la posición de base. Es el padre del también profesional Serguéi Karasiov. Actualmente es entrenador del Triumph Lyubertsy.

## Clubes como jugador
- 1990-1992  Spartak San Petersburgo
- 1992-1996 CSKA Moscú
- 1996-1997 Efes Pilsen
- 1997-1998  ALBA Berlín
- 1998-2000 CSKA Moscú
- 2000-2001  Iraklis BC
- 2001-2002 Ural Great Perm
- 2002-2003  Lokomotiv Vody
- 2003-2005 Jimki
- 2005-2006 Ural Great Perm
- 2006-2008  Universitet Yugra
- 2008-2009 Triumph Lyubertsy

## Clubes como entrenador
- 2010-2012 Triumph Lyubertsy (Asistente)
- 2012-Act. Triumph Lyubertsy